# 同類
| ウィキペディアには「同類」という見出しの百科事典記事はありません（タイトルに「同類」を含むページの一覧/「同類」で始まるページの一覧）。 代わりにウィクショナリーのページ「同類」が役に立つかもしれません。 |